# Сапата, Алексис
Алексис Сапата Альварес (исп. Alexis Zapata Álvarez; род. 10 мая 1995, Медельин) — колумбийский футболист, полузащитник клуба «Эмелек».

## Клубная карьера
Сапата — воспитанник клуба «Энвигадо». 18 мая 2013 года в матче против «Депортес Киндио» он дебютировал в Кубке Мустанга. 26 сентября в поединке против «Кукута Депортиво» Алексис забил свой первый гол за «Энвигадо». В начале 2014 года Сапата перешёл в испанскую «Гранаду» и сразу же был отдан в аренду в итальянский «Сассуоло». Алексису не удалось дебютировать ни за испанскую, ни за итальянскую команды.
Летом того же года Сапата присоединился к «Удинезе». 23 ноября в матче против «Кьево» он дебютировал в итальянской Серии А, заменив во втором тайме Джампьеро Пинци.
Летом 2015 года для получения игровой практики Алексис на правах аренды перешёл в «Перуджу». 5 октября в поединке против «Трапани» он дебютировал в Серии B. 21 ноября в матче против «Брешии» Сапата забил свой первый гол за «Перуджу». В начале 2017 года Алексис на правах аренды вернулся на родину в «Мильонариос». 12 марта в поединке против «Америки» из Кали он дебютировал за новую команду.

## Международная карьера
В 2015 году в составе молодёжной сборной Колумбии Сапата занял второе место на молодёжном чемпионате Южной Америки в Уругвае. На турнире он принял участие в матчах против команд Перу, Парагвая, Аргентины и дважды Уругвая и Бразилии.
Летом того же года Алексис принял участие в молодёжном чемпионате мира в Новой Зеландии. На турнире он сыграл в матчах против сборных Катара, Португалии, Сенегала и США. В поединке против сенегальцев Сапата забил гол.

## Достижения
- Чемпион Колумбии: Финалисасьон 2017
- Вице-чемпион Южной Америки среди молодёжи: 2015